# Oftalmoskop

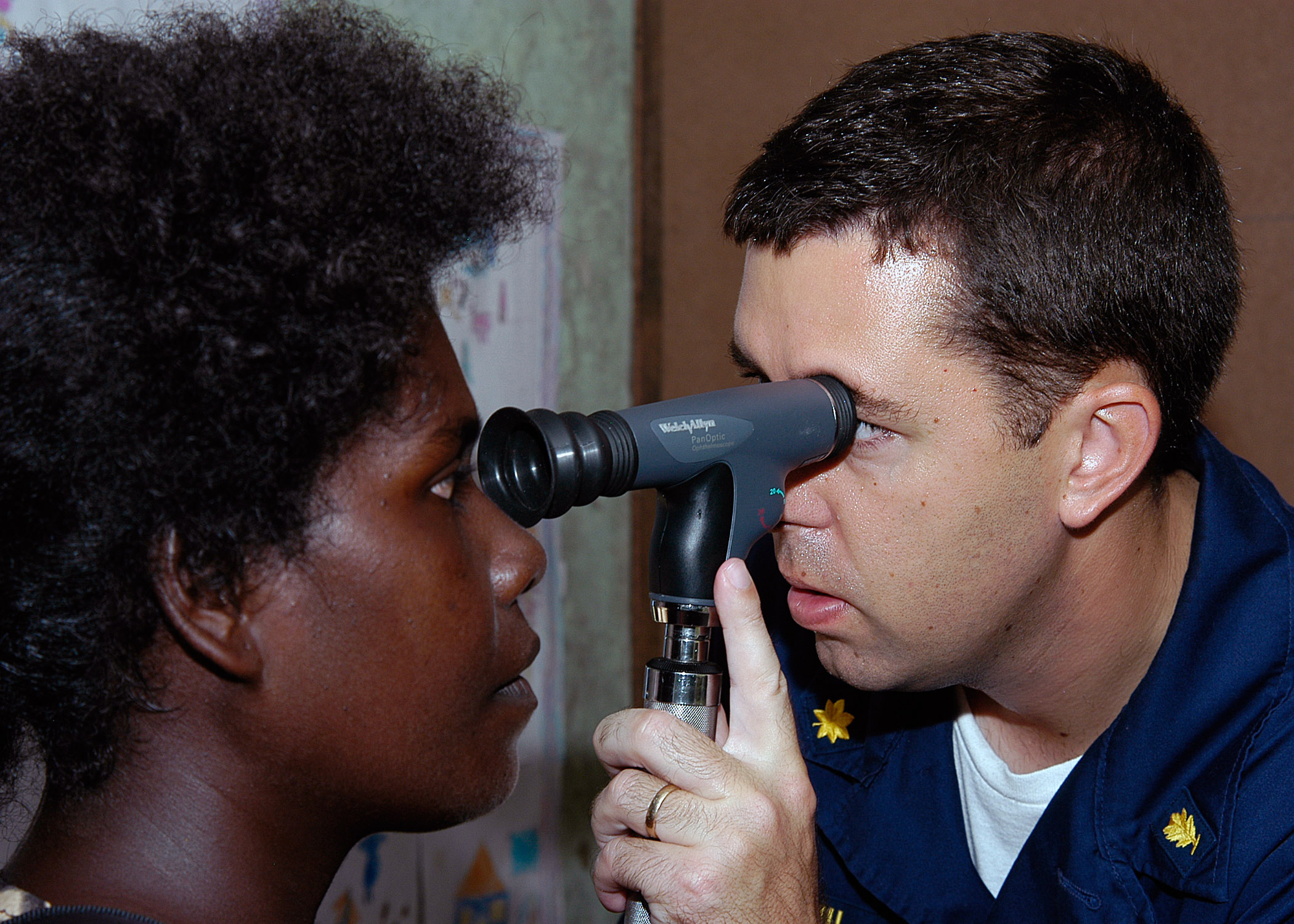
Použití oftalmoskopu

Oftalmoskop, neboli oční zrcátko, je lékařská pomůcka, jejíž pomocí je možno pozorovat oční pupilou oční pozadí – fundus oculi. 
Tuto nezbytnou pomůcku oftalmologie sestrojil v roce 1850 Hermann von Helmholtz a roku 1851 ji popsal ve spisku Beschreibung eines Augenspiegels zur Untersuchung der Netzhaut im lebenden Auge (Popis očního zrcátka ku zkoumání sítnice v živoucím oku).
Princip Helmholtzova oftalmoskopu je jednoduchý: odražené boční světlo se koncentruje v ose oka, přičemž v ose je otvor, který umožňuje lékaři pozorovat oko při dobrém osvětlení.
Lékaři si vynález rychle přisvojili a dnes je známo mnoho typů oftalmoskopů. 